# Karlo Staunskær
Karlo Staunskær (født 21. november 1952 i Sønder Stenderup ved Kolding, død 16. juli 2019) var en dansk radiovært på P4's program Danmarksmester.
Han havde sin opvækst i Løsning mellem Horsens og Vejle. Staunskær blev student fra Horsens Statsskole i 1972 og tog en cand.mag. i dramaturgi og engelsk! som han færdiggjorde i 1980. Derefter tog han en tillægsuddannelse i journalistik hos DJH (Danmarks Journalisthøjskole i Aarhus), som han færdiggjorde i 1985.
Samme år blev han ansat hos DR Østjylland hvor han satte sit præg på medieverdenen, blandt andet i form af sit faste program Danmarksmester, som i perioden 2003-2018 blev sendt på P4, senere på P5. Her var han kendt som en varm og afholdt vært, på programmet, hvis hovedbestanddel var, at lyttere ringede ind, fik en lille sludder og gættede med i en quiz.
Ved siden af sit radioarbejde beskæftigede han sig desuden som tekstforfatter, og han skrev manuskripter, sange og musicals, der også blev opført i professionelt regi, blandt andet af Østjydsk Musikforsyning, Søren Pilmark og Poul Krebs.

## Bidrag til musical- og teaterverdenen
- Karlo Staunskær har skrevet cirka 200 sange, revytekster, oversættelser og sketches til musicalverdenen. Han har fungeret i 20 år som tekstforfatter for Østjysk Musikforsyning.
- Forfatter til 11 skuespil og 2 musicals til den professionelle scene. Debut i 1978 med radio-serien ”Harpiks i hånden og klatten i kassen” med Søren Pilmark og Poul Krebs på rollelisten.
- ”Rosengadekavaleren” (musical, Svalegangen)
- ”Charter” (Gellerup Scenen)
- ”Vasketeria” (Svalegangen, 1979)
- ”Fast Føde” (road musical, Svalegangen)
- ”Noget for noget” (frit efter Shakespeare. Svalegangen 1981)
- ”Avra for Laura” (Gruppe 38s Egnsteater, 1983)
- ”Mens vi venter på Monty” (Anledning af befrielsesjubilæet, 1995)
- ”Baby Love” (Randers Egnsteater, 2010)

## Øvrige projekter
- Mandlig hovedrolle i TV-spillet ”Lærke” (DR, november 1994)
- Forfatter/instruktør af TV-musicalen ”Baby Love” (DR, januar 1995). Medforfatter til fire novelle-antologier, herunder ”Dumme Tøser”
- Deltagelse i Dansk Melodi Grandprix 1980
- Sangskriver for kunstnere som Lene Siel og Peter Belli.
- I 1998 stod Staunskær sammen med John Nørgaard bag verdens første julekalender på nettet, samt også online-kalenderen 2000. Med samme Nørgaard producerede Staunskær i marts 2001 DR-Interaktivs store satiriske succes ”BigMouse”, som siden da er kommet på fire forskellige sprog. Projektet repræsenterede DR ved Montreux-festivalen i 2002.